# Махалля
Махалля́ или махалла́ (коротко маалла), также гуза́р (азерб. məhəllə; араб. محلة‎; бенг. মহল্লা; каз.  мәхалла; перс. ‎, дари и урду محله‎; тадж. маҳалла; тур. mahalle; тат. мәхаллә; туркм. mahalla; узб. mahalla / маҳалла; уйг. مەھەللە / мәһәллә‎; хинди मोहल्ला; баш. мәхәллә) — традиционная мусульманская община, созданная как правило вокруг мечети. В некоторых странах с преимущественно мусульманским населением — часть города размером с квартал, жители которого в некоторых странах осуществляют местное самоуправление.
Слово махалля или махалла дословно переводится с арабского языка как «смежный лагерь» / «привал», или «городской стан».
Махалли как часть города существует почти во всех городах стран с преимущественно мусульманским населением, но собственно название махалля существует не во всех мусульманских странах. Махаллями называют кварталы своего города жители всех стран арабского мира, жители Турции, Азербайджана, Ирана, Узбекистана, Таджикистана (также используют слово гуза́р), многие народы, живущие в Афганистане (кроме пуштунов и некоторых других малых народов), большинство жителей Пакистана, Бангладеш и некоторых штатов Индии с преимущественно мусульманским населением. В Казахстане и Кыргызстане слово «махалля / маалла» чаще используют проживающие в этих странах узбеки, а в Китае используется уйгурами и тюркскими народами Синьцзян-Уйгурского автономного района, также слово встречается в разговорной речи среди коренных жителей Молдавии.
Махалля как институт, осуществляющий на мусульманском Востоке местное самоуправление, имеет глубокие корни. Например, о существовании в XI веке махалля в Каире сообщает поэт, писатель Насир Хосров. В своём произведении «Сафар-наме» («Записки путешественника»), которые были составлены в 1043—1052 годах во время путешествия по странам Ближнего Востока, он сообщает, что «город Каир состоит из 10 махаллей».
В современном понимании в мусульманских республиках Поволжья махалля — это локальная община, объединяющая вокруг мечети не всех жителей определённого района, а только религиозную её часть, которая посещает мечеть. В Средней Азии, в том числе в Таджикистане, Узбекистане,  а также в Восточном Туркестане у уйгуров под махалля, как правило, понимается традиционный социальный институт общинного типа или квартальная форма организации общественной жизни. То есть это квартал или микрорайон, жители которого осуществляют местное самоуправление путём выбора комитета махалли и его председателя, решающих вопросы организации быта и досуга жителей своей махалли, а также несущих ответственность перед вышестоящими органами городского управления за обеспечение правопорядка в своей махалле.
Вероятно Аналогом в странах христианской культуры является Церковный приход.

## Обычаи
На территории махалля, как правило, находится мечеть — своеобразный общественный, культурный и духовный центр. А с начала XIX века в Бухаре зародилось, а затем повсеместно распространилось новое явление — чайхана, с тех пор во всех махалля культурным и общественным центром стала также чайхана.
До Октябрьской революции в мечетях пять раз в день жители махалля (мужчины) совершали намаз. Между молитвами проводились занятия для мальчиков. Таким образом, махалля не являлась религиозной организацией, тем не менее содействовала распространению традиционных исламских идей, что, в свою очередь, способствовало объединению жителей махалля в плане быта, традиции, морали и т. д.
Территорию махалля определяли по голосу муэдзина, приглашавшего на молитву, в махалля входили дома, куда доходил его голос. Но махалля — не только территориальная единица, его жители, связанные между собой родством, профессией, личным знакомством, объединялись в своеобразную общину. Каждый имел друг о друге достаточно подробные и достоверные сведения. Именно в махалля возник и существовал в течение многих веков самобытный институт общения людей, прежде всего он включал соблюдение добрососедских отношений, уважение старших по возрасту, забота о пожилых людях, детях, больных и традиционный способ взаимопомощи, когда весь махалля участвует в организации свадеб, похорон, различных праздников, когда организовывают хашар для постройки дома той или иной семье, помогают при стихийных бедствиях и т. д.
Ранее каждый житель махалля без напоминания, утром и вечером производил полив, очистку улиц возле своего дома. Жители заботились о чистоте и ухоженности водоёмов — хауз и арыков — как основных источников питьевой и поливной воды. Махалля имел свои законы, один из них «шафат» — огородить от «чужих». Если кто-то из жителей махалля хотел продать свой дом, он прежде всего предлагал продать этот дом своим родственникам, затем, в случае отказа, своим соседям по забору, а далее жителям махалля. Без соблюдения вышеуказанной субординации хозяин не имел права продать свой дом «чужим». Этот закон препятствовал попаданию посторонних в махалля.

## История возникновения и функционирования института махалля на примере Самарканда
История возникновения махалли в Самарканде и история их названий имеет глубокие корни. Часто махалли образовывались и назывались по производственно-ремесленному принципу: Кулолон — гончары, Заргарон — ювелиры, Сузангарон — игольщики, Чармгарон — кожевники и т. д. Часто своё название они получали от названий архитектурных памятников, находящихся на их территории: Рухабад, Гури-Амир, Мадрасаи Сафеди и т. д., а также от названия гидронимов: Оби Машат, Кош хауз. Махалли иногда носили названия тех городов и сел, откуда их жители были когда-то переселены в город — жители махалли Тошканди, Ургути, Дахбеди, Хавоси, и т. д.
Письменные источники свидетельствуют о том, что в Самарканде были такие махалли, как «Сангтарошон», «Сабунпазон», «Мирсаид ошик», «Бустонихон», «Дегрезон», «Кемухгарон», «Дари Арк», «Работ» и другие.
В начале XX века в Самарканде существовало 103 мечети и столько же махалли. Все они располагались на территории Сиабского района города. Например, существовавшая до 30-х годов XX века махалля «Пули сафед» (Белокаменный мост), на территории которой находились мечеть и большой базар, славилась развитыми культурными традициями. Ещё в XVII веке здесь жил и творил поэт Масехо Иваз Боки. В связи с расширением спиртоводочного завода в 1930-32 годы махалля исчезла. Такая же история только в конце XX века произошла с махаллёй «Рухобод», от которой, в настоящее время сохранился только мавзолей Рухабад, находившийся на территории махалли.
Названия махалля — ценный материал для исследователей истории возникновения и развития древнего городского хозяйства. В конце XIX века в Самарканде насчитывалось 96 гузаров (махаллей), в которых проживало около 55000 человек. Как правило, в каждой махалле средней величины проживало от 450 до 800 человек.
Структура и функции махалли менялись с течением времени или в связи с определёнными обстоятельствами, но махалля сохраняла принцип самоуправления на своей территории, координируя социально-экономические взаимоотношения жителей.
В период Советской власти институт махалли сохранялся, но их деятельность жёстко контролировалась властями, а некоторые функции махалли были упразднены или сведены к минимуму. В этот период своей истории культурным центром махалли стала чайхана с красным уголком. Многие махалли были переименованы, была произведена реорганизация в структуре их управления. В результате всего этого старые названия этих махаллей в настоящее время почти не упоминаются. Так например, махалля с названием «Хон Саид имом», где в XVII веке жил поэт Мулло Монеъ[уточнить], был в XX веке переименован в квартал «Иттифок-60», и теперь старое название почти никто не знает.

## Об истории института махалля в Ташкенте
В Ташкенте махалля первоначально возникли как кварталы ремесленников, поэтому они и носили соответствующие названия: махалля Заргар — махалля ювелиров, махалля Дегрез — махалля литейщиков, махалля Укчи — махалля изготовителей стрел (или пуль), ткачей, строителей, гончаров и т. д. По мере роста города в нём стали появляться махалля, получавшие названия по этническому признаку — Узбек-махалля где проживали только узбеки в частных домах, и новые районы города где в многоэтажных домах жили разные национальности советского союза (СССР). В связи с ростом населения города стали появляться выселки, получавшие соответствующие названия — Янги-Шахар-махалля, Кукча-Янги-Шахар махалля и т. д. (слово «янги» переводится на русский язык как «новый»).
Позднее в Ташкенте в названиях махалля стали появляться названия той или иной местности; например, махалля Джангох, что переводится как Место битвы. Это своё название махалля получил потому, что на месте, где он возник, в XVIII веке произошло сражение между сторонниками Юнус-ходжи и тремя другими правителями остальных частей города (даха).
Количество как самих махалля, так и количество домовладений в них менялось со временем. К примеру, в середине XIX века в Шейхантаурской части Ташкента было 48 махалля, в Сибзарской — 38, в Бешагачской — 32, а в Кукчинской — 31 махалля. В махалля Акмечеть в Шейхантаурской части (даха) Ташкента было свыше 400 домовладений, в махалля Караташ в Бешагачской части города (даха) — 200 домов, а в махалля Самарканд-Дарвоза в Сибзарской части — 50 домов.
В 2024 году в Ташкенте в махалле Гулбозор недалеко от базара Чорсу открыта туристическая улица, призванная показать гостям города быт и культуру жителей махаллей Узбекистана.
По состоянию на октябрь 2024 года Ташкент (кроме территорий аэропортов Восточный и имени Ислама Каримова) поделён на 585 махаллей. .

## Махалля в истории Риштана и Маргелана Ферганской долины
В Ферганской долине махалля возникли после завоевания её арабами. Как известно, одной из главных задач арабов являлось распространение на этих территориях ислама, для чего после завоевания этих земель они начали строить мечети, а также начали вводить институты управлением обществом. Как и по всей Средней Азии, в Ферганской долине махалля образовывались и назывались от названий архитектурных памятников местности или исходя по профессионально-ремесленному принципу.
До арабского нашествия, как и по всей Средней Азии, в Ферганской долине главенствовал зороастризм с его культом огня. В частности, при раскопках обнаружены древние храмы Биловур-тепе I—II вв. и Арк-тепе II—III вв., а в Риштане на территории древнего кладбища Ходжа Илгор находится строение, купол которого, необычной формы, напоминает остроконечную шапку саков-тиграхаудов и не имеет аналогов в Центральной Азии.
В конце VIII века арабы в Риштане построили одну из первых в Ферганской долине соборную мечеть. Данная мечеть с куполом возводилась способом особой кирпичной кладки, перекрывающей значительные пространства помещения, преимущественно в круглой форме, без дополнительных промежуточных опор, и для риштанцев-зороастрийцев являлась непривычным глазу сооружением. Жители Риштана купольную мечеть в простонародье называли Гумбаз (от персидского гумбаз گنبد — купол). При образовании арабами территориальных единиц окрестность данной мечети объединили в один квартал — махаллю и назвали Гумбазом, а жителей — гумбазцами (гумбазӣ). Махалля «Гумбаз» считается одним из первых кварталов в Ферганской долине.
Ещё один из древних кварталов Риштана — Доруломон. В Риштане издревле бытует легенда о древних жителях Решта или Доруломона (древнее название Решта) из Гилянской долины Ирана, которые прибыли сюда ещё в VIII веке. Местные риштанцы знали их как людей из Гиляна, «Мо-ар-гилян», то есть «Мы-из-гиляна». Квартал (махалля) в Риштане, где они жили, назывался Доруломон. В IX веке доруломонцы-гилянцы с целью создания своего поселения неподалёку от Риштана образовали селение под названием «Мо-ар-гилян» — «Маргилон». В Риштане и Маргилане поныне существуют кварталы гилянцев «Доруломон».
Географ и путешественник Мухаммад ибн Ахмад Шамс аль-Дина аль-Мукаддаси в IX веке причисляет Риштан к городам с соборной пятничной мечетью:

Риштан, большой город, окружён оборонительной стеной с двумя воротами, первые — около базара возле соборной мечети, вторые — около площади.
Естественно, со временем, в связи с ростом числа населения все первые махалли Средней Азии расширялись за счёт новых территорий, вследствие чего их отделившиеся части становились самостоятельными кварталами города. Именно по такому принципу происходил процесс образования новых кварталов в Риштане.
Уже в IX веке в Риштане, кроме махалли Гумбаз из жителей местной и религиозной знати города и Доруломон из приезжих гилянцев, существовали кварталы Козиён из мусульманских судей — кази, Гургон из зажиточных торговцев города, ремесленные кварталы, например, гончаров (Кулолон, Кузагарон). В XI—XII веках образовались махалли Дахбед из религиозной знати, Дукчион веретенщиков, Носгар изготовителей насвая (некурительного табачного изделия), в местности, где проживали рабы городской знати, образовалась махалля гончаров «фарфоров», носившая поначалу название Кулибегон, а в последующем Чиннигарон. За пределом города всех жителей города называли риштанцами, а в городе их отличали по месту проживания махалли: гумбазцы (Гумбази), доруломанцы (Доруломони), дахбедцы (Дахбеди), козиёнцы (Козиёни), гурганцы (Гурго), кулолонцы (Кулолони), кузагаронцы (Кузагарони), кулибегонцы (Кулибегони) — нынешние чиннигаронцы (Чиннигарони), дукчионцы (Дукчиони), носгарцы (Носгари) и т. п.
В махалле Кулолон города Риштана в IX веке родился и жил основатель глазурованной керамической школы, руководитель братства и первый аксакал гончаров Риштана великий мастер гончар Хасан Кулол ар-Рошидоний. Мастер прожил долгую жизнь и при жизни был признан Усто (мастером) Пири (перс. (پیر — старец), после смерти на месте могилы Хасана Кулола ар-Рошидоний — Усто Пири была построена мечеть его имени «Хасан Кулол», которая существовала до XIX века.
В махалле Гумбаз в XI в. родились и жили великие богословы фикха, прадеды Бурхануддина ал-Маргилани ар-Рошидонийи, Мухаммад ибн Абдурахим ибн Умар ар-Рошидоний и Абу Бакр ибн Мухаммад ибн Абдурахим ар-Рошидоний. После катастрофического селевого потока, обрушившегося на город в конце XI века, Риштан был почти полностью разрушен. В период восстановления городских кварталов, естественно, возникли новые кварталы. В частности, в новый образованный квартал Дахбед из разрушенной махалли Гумбаз переселилась религиозная знать города.
В махалле Дахбед родились и жили в конце XI в. и XII в. дед Бурхануддина ал-Маргилани ар-Рошидоний Халил ибн Абу Бакр ибн Мухаммад ар-Рошидоний, отец богослов, фикх бдулжамил ибн Халил ибн Абу Бакр ар-Рошидоний, дядя богослов, фикх Хусомиддин ибн Халил ибн Абу Бакр ибн ар-Рошидоний, брат, богослов, фикх Илми Ямин Абу Бакр ибн Абдулжалил ар-Рошидоний, учитель, имам, богослов Абу Бакр ибн Ҳотам ар-Рошидони — ал-Ҳаким, а также сам великий мыслитель, ученый и философ, исламский законовед-факх, богослов, получивший при жизни титул «Фикх Имами» (Имам юристов), носивший в исламском мире титул Шейх-уль-ислам Абуль-Хасан Али ибн Абу Бакр ибн Абдул-Джалил аль-Фергани аль-Маргинани ар-Рошидоний, более известный как Бурхануддин аль-Маргинани ар-Рошидоний.
Известный среднеазиатский историк Абу Са‘д ас-Сам‘ани (1113—1167) в книге «Китал ал-ансаб» про знаменитого исламского законоведа-факиха и богослова Абу Муҳаммад Умар ибн Аҳмад ибн Абулҳасан ал-Гандобий ал-Марғиноний ал-Фарғоний (1093—1163) указал, что он родился в махалле Гандоб города Маргилана. К сожалению, несмотря на проводимые исследования, установить месторасположение махалли Гандоб не представляется возможным.

## Махалля как основа местного самоуправления
Следует отметить, что махалля в силу того, что в нём заложены демократические принципы местного самоуправления, представляет собой важную историческую ценность, требующую крайне бережного к себе отношения. Любые непродуманные эксперименты с таким социальным институтом, как махалля, могут привести к непоправимым ошибкам. На базе махалли, её самобытной структуры можно успешно развивать новые принципы местного самоуправления — это более практическое и открытое ведение дел, большая доброжелательность к людям, изживание различных проявлений бюрократизма и т. д.
Именно махалля как орган самоуправления на местах может являться основой здорового гражданского общества, а значит и основой сильного и демократического государства. Стоит отметить, что существуют и отличные от изложенной выше точки зрения на роль института махалли в современном обществе.

## Махалля в искусстве
- Фильм Шухрата Аббасова «Об этом говорит вся махалля» (1960 год)